# Округ Скулкрафт (Мичиген)
Скулкрафт (енгл. Schoolcraft County) је округ у америчкој савезној држави Мичиген.

## Демографија
По попису из 2010. године број становника је 8.485, што је 418 (-4,7%) становника мање него 2000. године.
| Група             | 2000.         | 2010.         |
| Белци             | 7.846 (88,1%) | 7.394 (87,1%) |
| Афроамериканци    | 145 (1,6%)    | 11 (0,1%)     |
| Азијати           | 37 (0,4%)     | 13 (0,2%)     |
| Хиспаноамериканци | 83 (0,9%)     | 64 (0,8%)     |
| Укупно            | 8.903         | 8.485         |